# Bundesbahn-Zentralamt

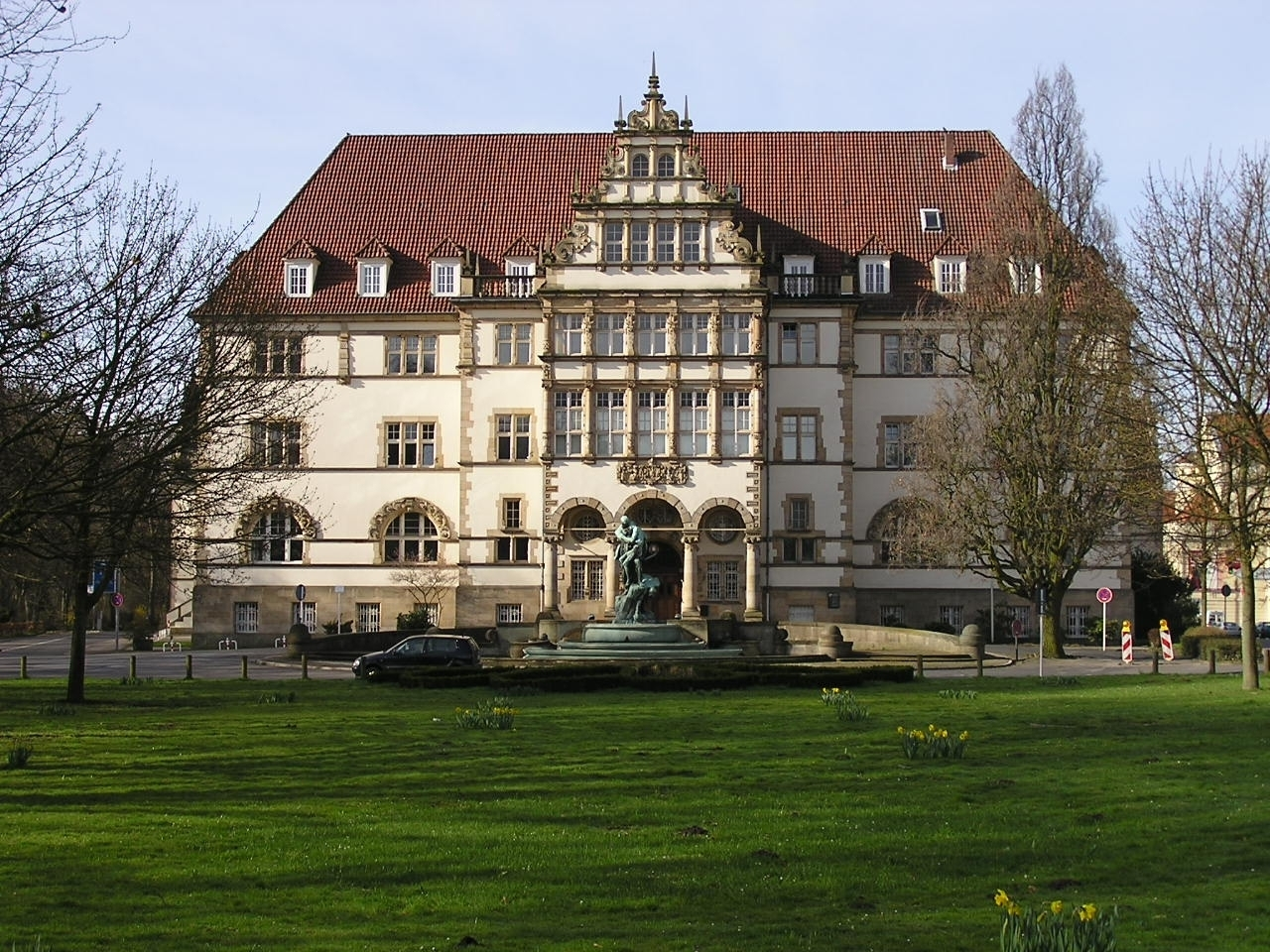
Ehemaliger Sitz des BZA Minden

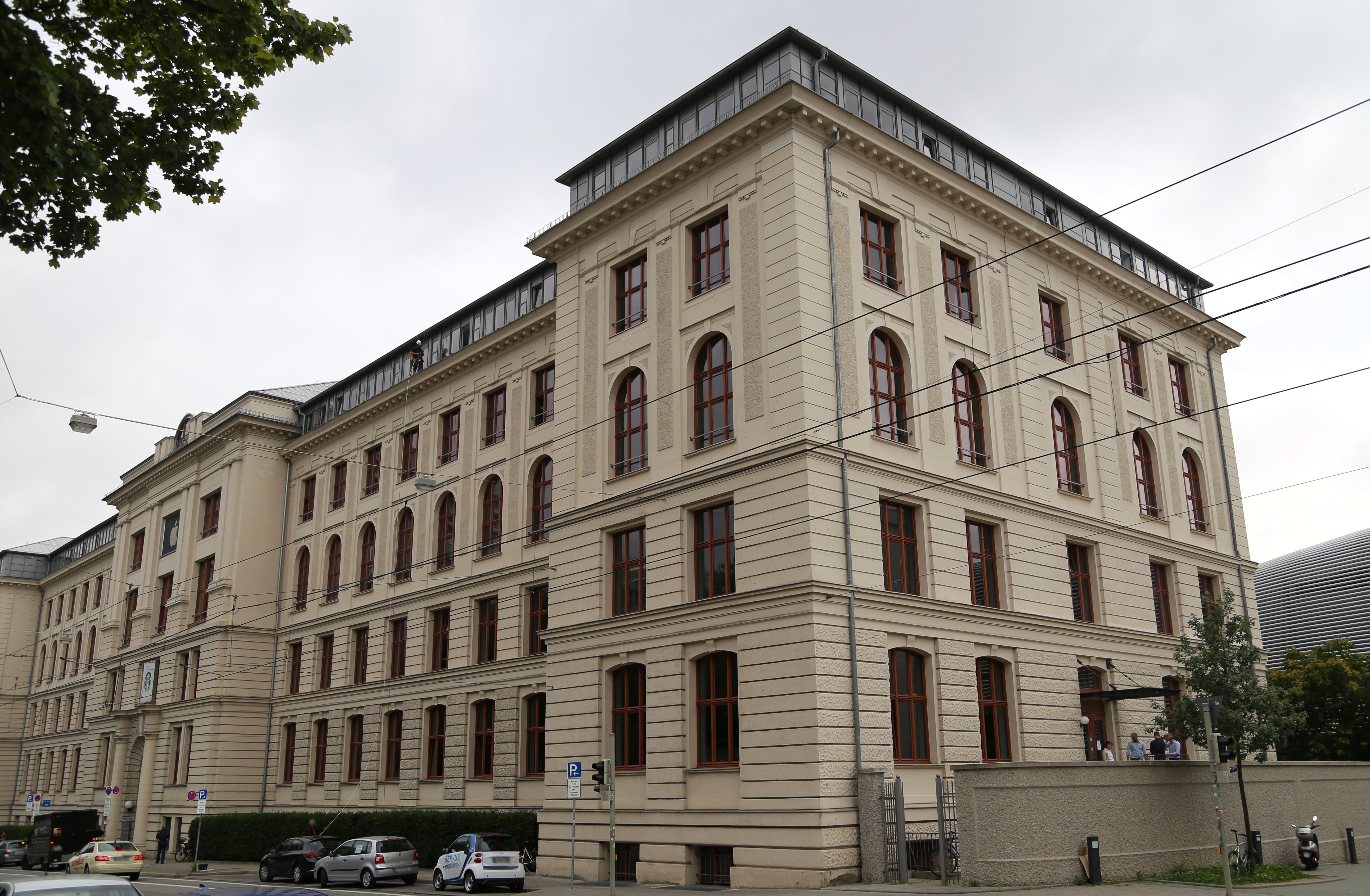
Ehemaliger Sitz des BZA München

Die Bundesbahn-Zentralämter (BZA) in Minden und München waren als Ämter der Deutschen Bundesbahn zuständig für zentrale Aufgaben auf den Gebieten der technischen Entwicklung (insbesondere der Fahrzeuge und des Oberbaus) und der Beschaffung, der Fortschreibung von allgemeinen Vorschriften auf dem Gebiet der Technik und des Rechnungswesens sowie der statistischen Dienste.

## Geschichte
Nach 1945 wurden die Funktionen des damaligen Reichsbahnzentralamtes Berlin unter dem neuen Namen Bundesbahnzentralamt zunächst in Göttingen, dann ab 1950 in Minden wahrgenommen. Das Bundesbahnzentralamt in München ging auf das dort 1907 von den Königlich Bayerischen Staats-Eisenbahnen eingerichtete Zentrale Maschinenkonstruktionsamt zurück, das 1920 von der Reichsbahn als Reichsbahn-Zentralamt München übernommen worden war. Als äquivalentes Amt richtete in der DDR die Deutsche Reichsbahn (DR) die VES-M Halle ein. 
Im Friedatunnel bei Eschwege befand sich von 1947 bis 1983 eine Klimakammer der Versuchsanstalt für Wärmetechnik des BZA Minden. Nach Gründung der Deutschen Bahn AG zum 1. Januar 1994 wurden die Bundesbahn-Zentralämter in die neue Konzernstruktur eingegliedert; danach wurden in Minden vor allem Aufgaben für den Vorstandsbereich 5 – Forschung und Technologie – wahrgenommen. Weitere Forschungsaktivitäten der Deutschen Bahn AG finden in München am Standort Völckerstraße auf dem Gelände des ehemaligen Ausbesserungswerks München-Freimann statt.
Eine wesentliche Aufgabe der Bundesbahnzentralämter, die Entwicklung von Fahrzeugen, gibt es auf Seiten der Bahn nicht mehr. Im Zuge der Umwandlung in die Deutsche Bahn AG und der daraus folgenden Neuausrichtung kauft die Deutsche Bahn heute Fahrzeuge bei der Industrie ein. Die Rangiertechnik wurde für die maschinen-, elektro- und ablauftechnische Fragen in BZA Minden betreut. Die Steuertechnik für Rangiertechnische Einrichtungen (RTE) wurde im BZA München bearbeitet. Die technischen Vorschriften für RTE und der Unfalluntersuchungen bei der DB und DB AG wurden in Minden fachtechnisch erarbeitet.
Nach der Privatisierung der DB wurden einige der Aufgaben des BZA, zum Beispiel Fachaufsicht und Erprobung von maschinentechnischen Anlagen, vom Forschung- und Technologiezentrum (FTZ) übernommen. Die hoheitlichen Aufgaben davon übernahm das Eisenbahn-Bundesamt bis 2015, fünf anerkannte Gutachter des FTZ arbeiteten in Minden für die EBA-Typzulassungen der RTE. Heute nimmt die DB Systemtechnik wieder die Zulassungen und die Fachaufsicht wahr. Fahrzeuge werden weiterhin durch das EBA, speziell EISENBAHN-CERT zugelassen.

## Bundesbahn-Versuchsamt
Den Zentralämtern in Minden und München zugeordnet war das Bundesbahn-Versuchsamt (VersA). Dies war zuständig für die Erprobung von Schienen und Fahrzeugen. Vorgehalten wurden dafür mehrere Messwagen und eigene Lokomotiven, die u. a. als Bremslokomotiven dienten.
Vorgängereinrichtung bis 1945 dazu war u. a. das Lokomotiv-Versuchsamt Grunewald.
Lange Jahre setzte das Versuchsamt Dampflokomotiven als Bremslokomotiven mit Gegendruckbremse ein, darunter 44 404 und 45 010. Zum Bestand gehörten auch die Lokomotiven 18 316, 18 323, 18 451 und 24 061. Nach deren Ausmusterung in den 1970er Jahren übernahmen Diesel- und Elektrolokomotiven diese Aufgaben.
Stationiert in Minden war auch der InterCityExperimental. Zum Bestand der Versuchsämter gehörten mehrere E-Lokomotiven der DB-Baureihe 103 sowie eine Prototyplokomotive der DB-Baureihe 120.

## Filmstelle
In Minden unterhielt das BZA auch eine Filmstelle, welche Werbe- und Informationsfilme in Auftrag gab und veröffentlichte.